# Saburō
Cette page présente le prénom Saburō ainsi que ses variantes.
Pour l’article ayant un titre homophone, voir Sabouraud.
Saburō (さぶろう) est un prénom japonais masculin, signifiant « le troisième fils ». Dans la famille japonaise traditionnelle, il est précédé par Ichirō ou Tarō, « l'ainé », et par Jirō, le « cadet ».
Ce prénom est peu fréquent de nos jours.

## En kanji
Kanjis originaux 三郎 : trois et fils.
On peut aussi voir comme second kanji 朗, signifiant « clair » et non « fils ».

## Personnages célèbres
- Pour l'ensemble des articles sur les personnes portant ce prénom, consulter :
  - la liste des articles dont le titre commence par ce prénom
  - les listes produites par Wikidata : Liste des personnes de prénom « Saburō » — même liste en incluant les éventuels prénoms composés qui contiennent « Saburō ».
- Saburō Sakai, un célèbre pilote japonais de la guerre du Pacifique ;
- Saburō Ichimonji, un personnage du film Ran d'Akira Kurosawa ;
- Saburō Arasaka, personnage du jeu de rôle Cyberpunk 2020 de Mike Pondsmith et de son dérivé vidéoludique Cyberpunk 2077.